# Naše vojsko
Naše vojsko – nakladatelství zaměřené na vydávání publikací s vojenskou a brannou tematikou, postupně rozšiřující svůj záběr také o beletrii a populární i naučnou literaturu. Naše vojsko (NV) bylo založeno pod názvem Ústřední vojenské nakladatelství a vydavatelství Naše vojsko dne 6. prosince 1945 jako správní zařízení Ministerstva národní obrany. Název nakladatelství odkazoval ke stejnojmennému vojenskému časopisu, který vycházel v ČSR již od roku 1927.
Nově založené nakladatelství, jež vydávalo periodický i neperiodický tisk, získalo ještě v roce 1945 do svého majetku tiskárnu Unie v ulici Na Děkance, kam se přestěhovalo; sloučením tiskáren Unie a Tempo vznikla tiskárna Naše vojsko. 

## Název nakladatelství
Naše vojsko, ústřední vojenské nakladatelství (1945–1954); Naše vojsko – nakladatelství, n. p. (1954–1963); Národní podnik Naše vojsko – nakladatelství a distribuce knih (1963–1989); Naše vojsko, nakladatelství a knižní obchod, s. p. (1989–1996); NV – nakladatelství a knižní obchod (1996–2000); Naše vojsko, s. r. o. (2000–dosud); Naše vojsko – knižní distribuce, s. r. o. (2000–dosud). 

## Profil nakladatelství
Po vydání Zákona č. 94/1949 Sb., o vydávání a rozšiřování knih, hudebnin a jiných neperiodických publikací, muselo Naše vojsko znovu žádat Ministerstvo informací a osvěty (MIO) o vydavatelské oprávnění. Na základě tzv. typizace, vydané MIO v roce 1951, bylo stanoveno, že Naše vojsko má vydávat především neperiodické publikace z oboru vojenství a branné výchovy. V rámci vládní reorganizace nakladatelských podniků, k níž došlo s platností od počátku roku 1953, bylo rozhodnuto, že Naše vojsko může vydávat též beletrii bezprostředně zaměřenou k výchově vojska. Vzorem budoucího profilu podniku se stalo sovětské nakladatelství Vojenizdat.

## Národní podniky
V lednu 1954 byly usnesením vlády zřízeny tři národní podniky: Naše vojsko – nakladatelství, Naše vojsko – distribuce a Naše vojsko – tiskárna. Všechny spadaly do působnosti Hlavní politické správy Československé lidové armády (HPS ČSLA). V roce 1957 se z podniku Naše vojsko – nakladatelství oddělilo vydavatelství časopisů, které nadále působilo samostatně, nejprve jako Vydavatelství časopisů MNO, v letech 1969–1978 pod názvem Magnet a poté jako Vydavatelství Naše vojsko. Nakladatelství, tiskárna a distribuce byly v roce 1963 sloučeny a až do roku 1989 pokračovaly pod oficiálním názvem Národní podnik Naše vojsko – nakladatelství a distribuce knih. Distribuční podnik Našeho vojska zásoboval nejen vlastní prodejny u vojenských útvarů, ale kromě ozbrojených složek rozšiřoval produkci rovněž do bezpečnostních složek Ministerstva vnitra, Lidových milic, Civilní obrany, Svazarmu, Československého červeného kříže a dalších součástí tehdejšího Jednotného systému branné výchovy obyvatelstva.

## Vydávaná literatura a edice
Za téměř 70 let existence vydalo NV přes 7000 knižních titulů a zařadilo se mezi největší česká nakladatelství. (Viz Seznam publikací v Národní knihovně Praha.) 
Beletrie vycházela v NV již od roku 1946. První ediční řadu, Knižnici napětí (1946–1947, 4 sv.) zahájil dobrodružný román Eduarda Fikera Ilavský zločin. Mládeži byla určena edice Vojáci mladým (1947–1949, 5 sv.), v níž vycházely překlady ze sovětské literatury. Pro příslušníky armády byla založena Malá knihovna vojáka (1949–1950, 4 sv.), zahrnující kanonická díla socialistické literatury, mj. Fučíkovu Reportáž psanou na oprátce či Havířskou baladu Marie Majerové. V edici Štít (1949–1959, 186 sv.) vycházely především překlady ze světové válečné prózy s důrazem na sovětské autory. Vojenská tematika dominovala Knižnici vojenských příběhů (1953–1958, 77 sv.). Soudobá česká tvorba se objevovala v edici Nové knihy (1958–1968, 24 sv.). 
V roce 1957 se NV vrátilo k detektivní literatuře; na někdejší edici Knižnice napětí navázala nová edice Napětí (1957–1997, 194 sv.). Se zřetelným čtenářským zájmem se během šedesátých let setkávaly svazky Knihovny vojáka (1948–1973, 311 sv.). Literatura byla zprvu určena pouze k distribuci v ozbrojených složkách, posléze však byla část nákladu poskytována i do volného prodeje. V roce 1963 se edice rozčlenila na základní, malou a ilustrovanou řadu (svazky malé řady byly číslovány jednak samostatně, jednak v rámci základní řady, ilustrovaná řada se od základní lišila pouze vloženými ilustracemi, číslování odpovídalo řadě základní).
Čtenářského ohlasu dosáhla rovněž edice Paměti (1959–1990, 90 sv.), kterou zahájily memoáry sovětského maršála S. M. Buďonného Rudá jízda.  V edici Fakta a svědectví (1958–1997, 131 sv.) vycházely reportáže, vzpomínky či analýzy historických a politických událostí (Američané v Koreji, reportáže z Kuby, historie tajných služeb atd.). V šedesátých letech se NV připojilo ke klubové knižnici Máj, jejíž založení iniciovalo nakladatelství Mladá fronta. Ke společnému projektu se připojily rovněž Svět sovětů, resp. Lidové nakladatelství, a bratislavská Smena. Naše vojsko vydávalo v rámci knižnice především beletrii s válečnou či vojenskou tematikou (do roku 1990 přibližně 150 svazků). Válečná tematika byla náplní reprezentativní edice Světový válečný román (1966–1989, 68 sv.), jež se soustředila na umělecké ztvárnění osudů lidí ve válečných konfliktech. Pro Svaz protifašistických bojovníků vydávalo NV knihy v edici Živé knihy (1957–1991, 152 sv.); ediční plán se zaměřoval především na reedice a překlady válečné literatury. Ve spolupráci se Svazem protifašistických bojovníků zahájilo NV rovněž edici Stopa (1968–1979, 20 sv.), v níž vycházely původní i přeložené detektivní příběhy.
V edici Eso (Edice statečnosti a odvahy, 1968–1993, 124 sv.), zaměřené na populární a oddechovou literaturu zpočátku vycházely příběhy válečné a špionážní (Pierre Boulle: Řemeslo urozených; Julian Semjonov: Sedmnáct zastavení jara), později se edice rozšířila o dobrodružnou a detektivní prózu.
Branná a bezpečnostní tematika a kriminální případy často vycházející ze skutečných událostí byly náplní edice Mars (1967–1990, 41 sv.). Na dříve úspěšnou a v roce 1973 zrušenou Knihovnu vojáka navázala edice Hvězda (1975–1990, 92 sv.) nabízející především novinky domácí i světové prózy o druhé světové válce a současném životě příslušníků armád zemí Varšavské smlouvy. 
Většina titulů domácí či překladové beletrie vycházela v nákladu 20 000 až 50 000 výtisků, odborné a účelové publikace pro armádu v nákladu 10 000 až 15 000 výtisků. Nejvyšších nákladů (kolem 80 000) dosahovaly na přelomu šedesátých a sedmdesátých let knihy populárních a detektivních žánrů. Publikace současného nakladatelství vycházejí v nákladu kolem 1000 výtisků. 

### Výčet edičních řad
- 365 (1964–1965)
- Aktualita (1988)
- Azimut (1970–1994)
- Boj a odboj (1946–1947)
- Bojová tvorba (1946)
- Diskuse, polemika, názory (1967–1972)
- Dokumenty (1949–1991)
- Edice politické přípravy vojáků základní služby (1970–1973)
- Edice vnitrostranické výchovy (1964–1967)
- Eso (1968–1993)
- Fakta a svědectví (1958–1997)
- Fakta a svědectví (2007–2009)
- Fikce & napětí (2009–2010)
- Historie a vojenství (2005–dosud)
- Hrdinové válek a revolucí (1951–1959)
- Hvězda (1975–1990)
- Ikarové (1993–1997)
- Klub přátel ruské písemnosti (2001–2008)
- Knihovna agitátora československé armády (1951–1957)
- Knihovna důstojníka (1966–1968)
- Knihovna sovětské vojenské vědy (1951)
- Knihovna vojáka – malá řada (1963–1966)
- Knihovna vojáka (1948–1973)
- Knihovna vojáka z povolání (1981–1989)
- Knihovna vojenskopolitických aktualit (1960–1961)
- Knižnice AST (1952–1954)
- Knižnice letecké techniky (1955–1958)
- Knižnice letectví (1949–1960)
- Knižnice moderní vojenské techniky (1958–1963)
- Knižnice motoristy (1967–1972)
- Knižnice napětí (1946–1947)
- Knižnice radiotechniky (1954–1959)
- Knižnice Svazarmu (1952–1990)
- Knižnice vítězství (1977–1980)
- Knižnice vojenské prokuratury (1987–1989)
- Knižnice vojenských a branných příruček (1988–1990)
- Knižnice vojenských příběhů (1953–1958)
- Malá knihovna motorismu (1954)
- Malá knihovna vojáka (1949–1950)
- Malá vojenská knihovna (1951–1963)
- Malé dějiny válek (1992–1995)
- Mars (1967–1990)
- Marxismus-leninismus o míru, válce a vojenství (1949–1989)
- Memoáry (1991–1996)
- Napětí (1957–1997)
- Nové knihy (1958–1968)
- Obzor – Knihovna důstojníka (1968–1969)
- Paměti (1959–1990)
- Politická knihovna vojáka (1952–1959)
- Politické školení mužstva a poddůstojníků (1959–1989)
- Prameny k československým dějinám vojenským (1954–1958)
- Rukověť branné moci (1948)
- Rukověť pro aspiranty a důstojníky v záloze (1946–1950)
- Soubor topografických map (1991–1993)
- Stopa (1968–1979)
- Stranická výchova v Československé lidové armádě (1962)
- Svět (1957–1959)
- Svět (1991–1996)
- Svět motoristy (1967–1968)
- Světový válečný román (1966–1989)
- Štít (1949–1959)
- Triáda (1985–1989)
- Universita vojáka (1950–1958)
- Válečné lékařské obory (1978–1987)
- Válka a vojenství (1947–1949)
- VEGA (1985–1990)
- Velká vojenská knihovna (1951–1964)
- Vojáci mladým (1947–1949)
- Vojenská věda (1946–1947)
- Vojenskopolitická knihovna (1950–1953)
- Vojensko-politická knihovna velitelského sboru (1949–1951)
- Vojensko-zdravotnická knihovna (1947–1964)
- Za vlast! (1953–1966)
- Ze vzdálených bojišť (1946–1947)
- Živá minulost (1946–1989)
- Živé knihy (1957–1991)

## Vydávané časopisy a informační bulletiny
- Amatérské rádio (1952–1957)
- Fakta & napětí (2010–2011)
- Fakta & svědectví (2009–dosud)
- Naše vojsko (1945–1951)
- Naše vojsko (2005–2009, od 2009 s titulem NV Military revue)
- Naše vojsko o nových knihách (1955–1958, od 1956 s tit. Naše vojskovojsko – Nakladatelský měsíčník)
- Obrana lidu (1947–1956)
- Periskop (1966–1967)
- Svobodné Československo (1945–1947)
- Válka a revoluce (1947–1951, dále s tit. Historie a vojenství 1952–1955)
- Vojenská výchova (1946–1951)
- Za novou četbou (1958–1973, 1973 s tit. Naše vojsko – nakladatelský čtvrtletník)
- Za vlast (1951–1956)
- Zápisník osvětového důstojníka (1945–1951)

## V novém tisíciletí
Nakladatelství bylo až do roku 1996 pod Ministerstvem obrany ČR. Po tomto roce bylo rozhodnuto o jeho privatizaci a rozprodání. V období let 1996 až 1999 nakladatelství vystřídalo několik majitelů, kteří nedávali moc šanci vydávání knižních publikací.
V roce 2000 se stal majitelem nakladatelství a knižní distribuce Naše vojsko Emerich Drtina, který předtím působil jako prokurista Mezinárodního institutu podnikatelství a práva, s.r.o.. Ten jako soukromá firma zprostředkoval právnické tituly z užhorodské univerzity, které nostrifikovala plzeňská Právnická fakulta v době, kdy ji vedl Milan Kindl. Drtina dříve působil také ve firmě ELIKO.cz (fotovoltaické elektrárny). Drtina je vlastníkem firmy LUXIA, v jejíž budově od roku 2019 sídlí Strana práv občanů Zemanovci (SPOZ), Nadační fond Má vlast katolického aktivisty Michala Semína a společnost Česká citadela Petra Hájka, někdejšího šéfa tiskového odboru prezidentské kanceláře Václava Klause.
V roce 2005 obnovilo nakladatelství vydávání časopisu Naše vojsko. Od září 2009 se tento časopis přeměnil do podoby NV Military revue. Publikuje příspěvky o vojenské technice, armádách, misích, vojenské historii a muzeích aj.
Od ledna 2009 nakladatelství vydává nový měsíčník Fakta & svědectví. Časopis je zaměřen na popularizaci událostí národních i světových dějin, přičemž hlavní pozornost je věnována moderním dějinám, zvláště tématům, která byla v minulosti z nejrůznějších důvodů zamlčována. 
Především v posledních letech kromě knih s vojenskou tematikou vydává také publikace o bojových sportech, historické romány, životopisy, detektivky, thrillery a horory.
V letech 2017 a 2020 nakladatelství čelilo vyšetřování v souvislosti s prodejem zboží (hrnky, trička, kalendář) s podobiznami představitelů nacismu a komunismu. Kalendář kritizoval německý velvyslanec v ČR Christoph Israng a izraelský velvyslanec v ČR Daniel Meron. Kvůli kalendáři podal předseda Nadačního fondu obětem holocaustu Michal Klíma trestní oznámení a nakladatelství Naše vojsko dostalo výpověď ze skladu, který patří Ministerstvu vnitra. Pražský magistrát dal výpověď prodejně nakladatelství Naše vojsko z prodejny na Smíchově. V březnu 2025 byl odsouzen k podmíněnému trestu odnětí svobody ředitel nakladatelství.